# Louis-Jules Dumoulin
Pour les articles homonymes, voir Dumoulin.

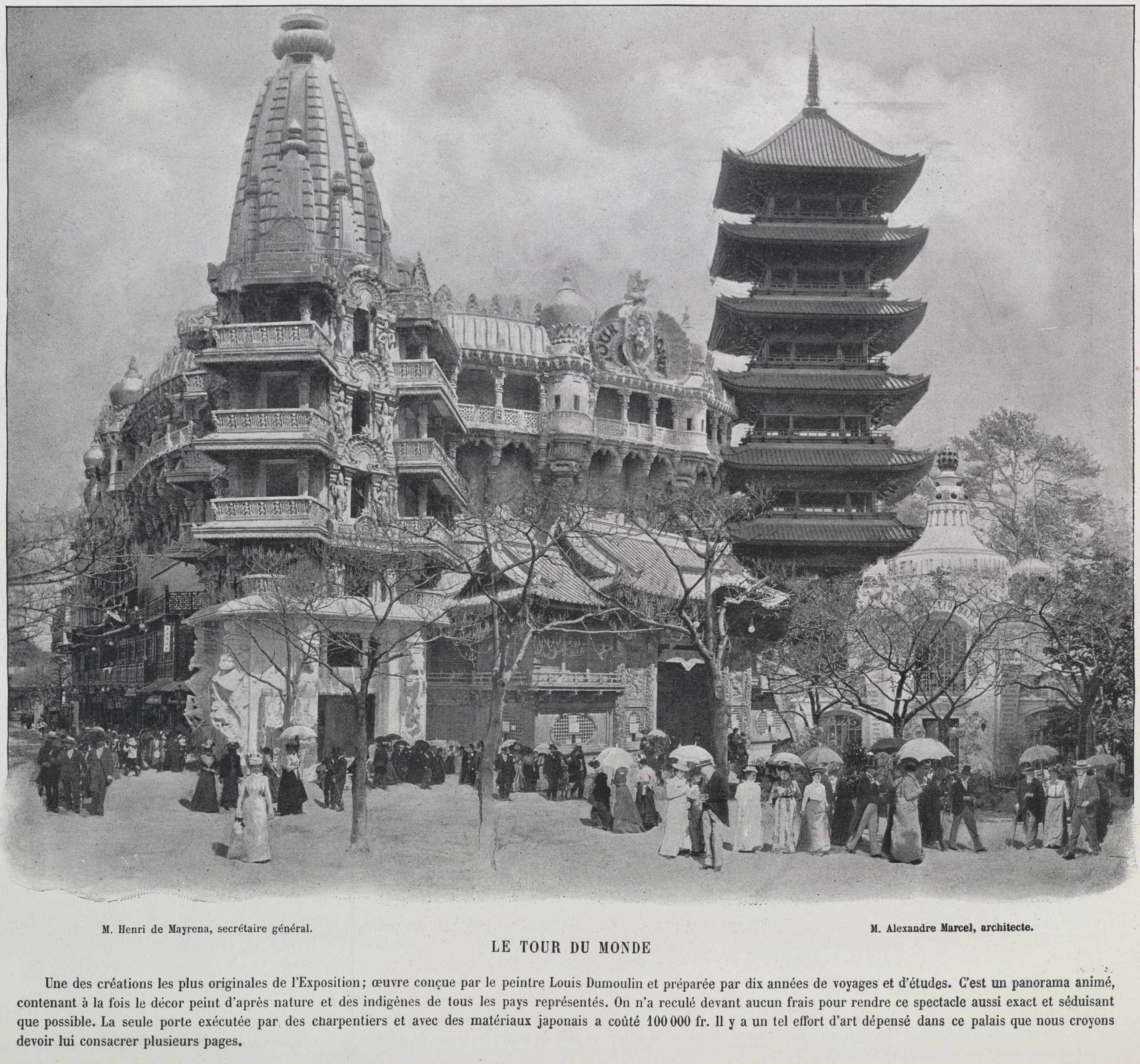
Le Tour du monde, exposition universelle 1900.

Louis-Jules Dumoulin, né à Paris le 18 octobre 1860 et mort dans la même ville le 5 décembre 1924, est un peintre français.

## Biographie
Fils du peintre Eugène Dumoulin (1816-1877), Louis Dumoulin fut particulièrement marqué par les travaux d’Henri Lehmann (1814-1882) et d'Henri Gervex (1852-1929). Il sera considéré de son vivant comme un paysagiste et représentant majeur du phénomène du panorama. Ses réalisations les plus célèbres sont d’ailleurs le monumental Panorama de la bataille de Waterloo (1912) à Braine-l'Alleud en Belgique, et le Panorama du tour du monde qu’il réalise avec le peintre Ernest Marché (1864-1932) et l’architecte Alexandre Marcel (1860-1928) à l’occasion de l’Exposition universelle de Paris en 1900.
Dumoulin est un peintre orientaliste lié aux milieux artistiques officiels et un grand voyageur de par les différentes missions qui lui seront confiées. Il effectue son premier grand voyage en dehors de l'Europe en 1888 à l'occasion d'une mission officielle au Japon ordonnée par le ministère de l'Instruction publique.

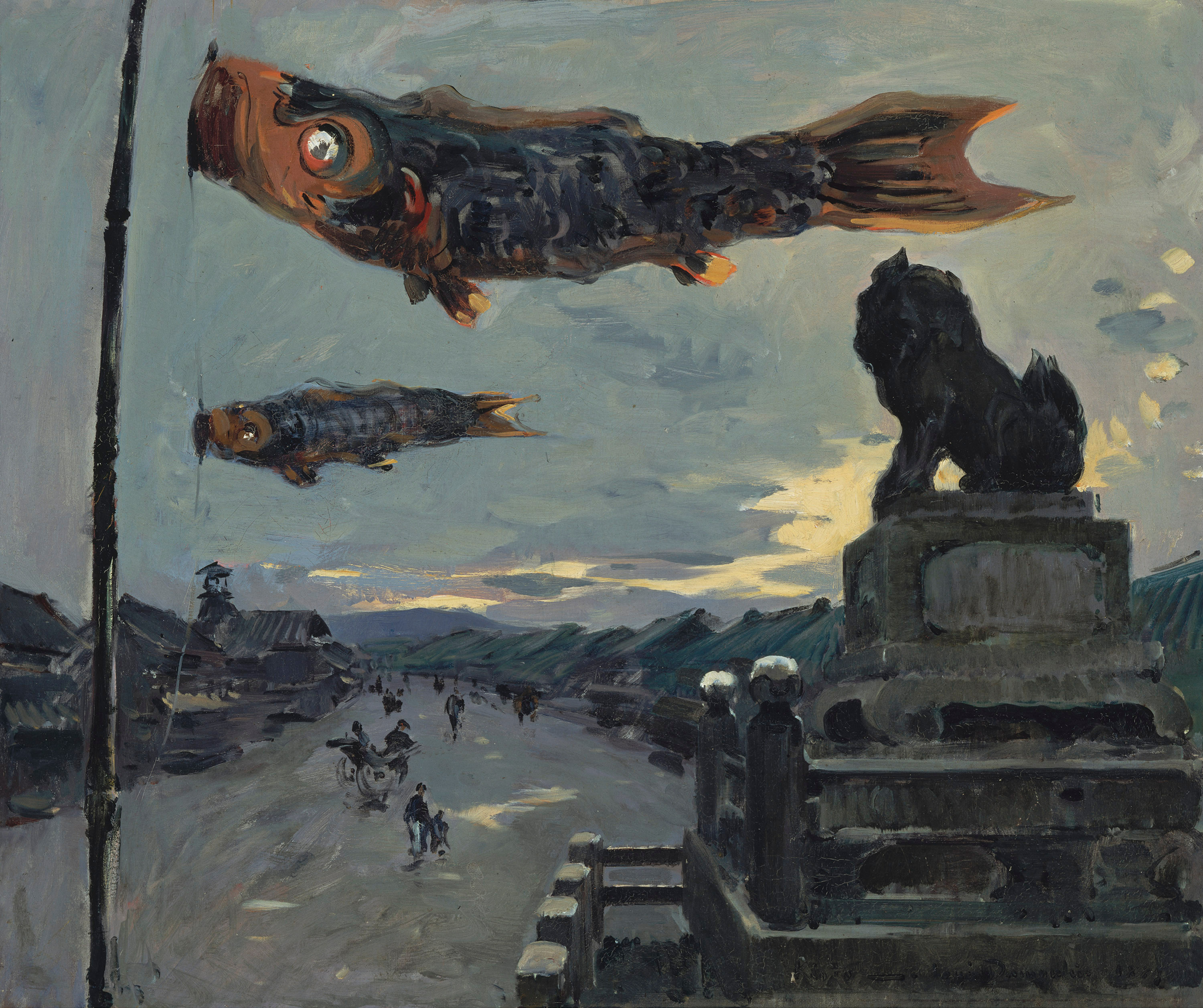
Bannières de carpes à Tokyo (1888), Boston, musée des Beaux-Arts.

De retour à Paris en 1889, il expose une centaine de tableaux inspirés de son voyage qui, outre le Japon, l'a conduit notamment en Chine, en Indochine et en Malaisie, à la galerie Georges Petit. Cette exposition dont le catalogue est préfacé par Philippe Burty, grande figure du japonisme, bénéficiera d'un accueil favorable de la presse et recevra la visite des plus hauts responsables politiques français de l'époque. Bien qu'il soit difficile de juger de l'attrait réel de Louis Dumoulin pour le japonisme, il est évident que ce dernier a constitué pour le peintre un tremplin de carrière. Onze toiles de Dumoulin issues de cette exposition seront sélectionnées (dont sept ayant pour thème le Japon) par la Société nationale des beaux-arts pour son Salon de 1890. Vincent van Gogh (1853-1890) a vu cette exposition et fut marqué par les peintures de Dumoulin. Sa correspondance avec son frère Theo comprend deux lettres écrites alors qu’il séjourne à Auvers-sur-Oise dans lesquelles il expose son désir de rencontrer Dumoulin (qu’il écrit « Desmoulins ») comme « celui qui fait le Japon ». Deux de ses tableaux à thème japonais et inspirés de photographies collectées lors de son voyage acquis par l’État français sont conservés à Paris au musée Guimet.
Nommé peintre officiel de la Marine en 1891, Louis Dumoulin oublie peu à peu le japonisme qui semblait pour lui plus une occasion qu'une passion, et donne de plus en plus à sa carrière une dimension colonialiste. Promu tour à tour officier de l’ordre impérial du dragon d’Annam, puis officier de l’ordre royal du Cambodge, il développe, à la suite notamment de ses séjours à Saïgon en avril 1888 et mars 1889, une idéologie colonialiste et suivra toute sa vie la doctrine suivante : « l’expansion coloniale par l’art, au service de la France et de l’art ». Convaincu par la supériorité française dans les domaines artistiques et notamment en peinture, il milite pour le financement par l’État d’expositions d’artistes français à l’étranger, reprochant aux peintres étrangers formés dans les écoles parisiennes une forme d’ingratitude envers la France et aux musées étrangers de négliger les œuvres des artistes français. Les grandes lignes de son parcours témoignent de son engagement.
Missionné par le ministère de la Guerre et de la Marine et financé par les Messageries maritimes, il embarque en 1896 pour un long périple qui le conduira de Constantinople au Japon en passant par l'Égypte, la Syrie, les Indes, le Cambodge et la Chine. Dumoulin revient ensuite en France en septembre 1897, pour repartir vers l'Espagne, le Portugal puis l'Amérique du Sud. L'objectif de ce tour du monde est d'effectuer des croquis et de prendre des photographies qui lui permettront de créer avec le peintre Ernest Marché (1864-1932) et l’architecte Alexandre Marcel (1860-1928) un palais comportant un panorama monumental et un théâtre animé. Pour ce théâtre, Dumoulin profite de son voyage pour recruter des artistes locaux (acteurs, chanteurs, danseurs, etc.) qui auront pour rôle d'animer son panorama. Ce panorama permit à Louis Dumoulin de tirer profit des études et des photographies accumulées lors de ses nombreux voyages, de démontrer sa maîtrise du panorama et de s’imposer comme le « Jules Verne du pinceau ».
Il est nommé chevalier en 1898, puis promu officier de la Légion d’honneur en 1906.
Louis-Jules Dumoulin prend part au voyage officiel du président de la République Émile Loubet (1838-1929) en Tunisie en 1903. Il dessine quatre séries de timbres destinées à la Tunisie (1906), gravés par Jules-Jacques Puyplat.

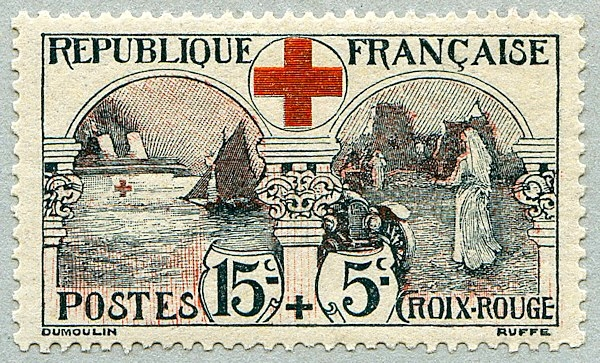
Timbre pour la Croix-Rouge dessiné par Louis-Jules Dumoulin.

En 1917 et 1918, il dessine la série des timbres « Au profit des Orphelins de la guerre », gravés par Léon Ruffe, première série de timbres français créés comme commémoratifs, il dessine aussi un timbre à surtaxe pour la Croix-Rouge française. En tout six images différentes qui seront ses seuls travaux pour des timbres.
Il est le commissaire de l’Exposition coloniale de Marseille de 1906 puis participe à celle de la même ville en 1922.
Il cofonde en 1908 la Société coloniale des artistes français et en sera le président jusqu'à sa mort en 1924. Il est inhumé à Paris, au cimetière de Montmartre (31e division).
Dumoulin est également le fondateur du musée des Beaux-Arts d'Antananarivo — qui portera son nom — dans l’ancien palais de la reine.
Il a été inhumé le 8 décembre 1924 au cimetière de Montmartre (33e division).

## Dumoulin et la photographie
Photographe amateur, Dumoulin ne maîtrisait pas les techniques de la photographie antérieure à l'instantané. Sa collection photographique, conservée pour les clichés concernant l'Extrême-orient principalement à la photothèque ASEMI de la bibliothèque de lettres, arts et sciences humaines de l'université Nice-Sophia-Antipolis et à Paris au musée Guimet, ne propose de clichés instantanés développés à partir de films celluloïd qu'à partir de son tour du monde entamé en 1896 en vue d'établir son grand panorama pour l'Exposition universelle de 1900.
Il a également acquis de très nombreuses photographies lors de ses voyages qui étaient presque systématiquement des missions officielles financées principalement par des fonds publics gouvernementaux. Lors de son premier voyage en Extrême-Orient en 1888-1889, il va faire l'acquisition de plusieurs centaines de clichés notamment au Japon auprès de photographes comme Kusakabe Kimbei, T. Enami, Adolfo Farsari ou Tamamura Kōzaburō.
Cette iconographie lui servit de modèle pour ses peintures où se retrouvent des scènes ou des personnages repris à l'identique, alors que durant sa jeunesse il critiquait la photographie pour son côté trop artificiel et son incapacité à rendre compte fidèlement d'une scène contrairement à la peinture.

Panorama de la bataille de Waterloo, Braine-l'Alleud
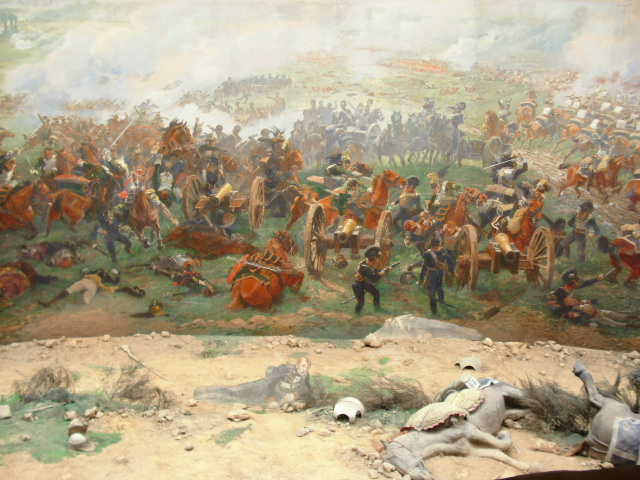
Détail.
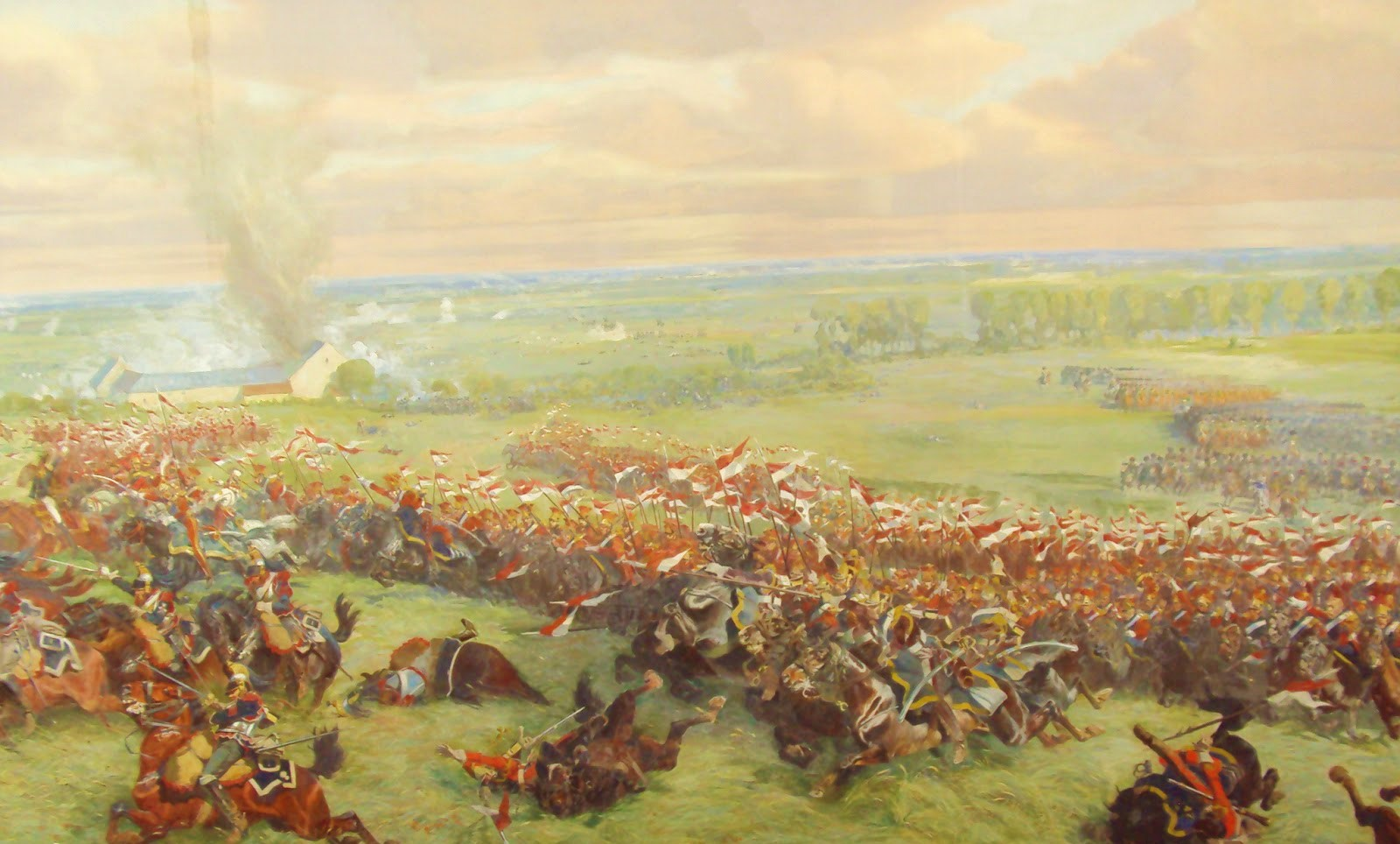
Détail de la charge de la cavalerie de la Garde impériale.
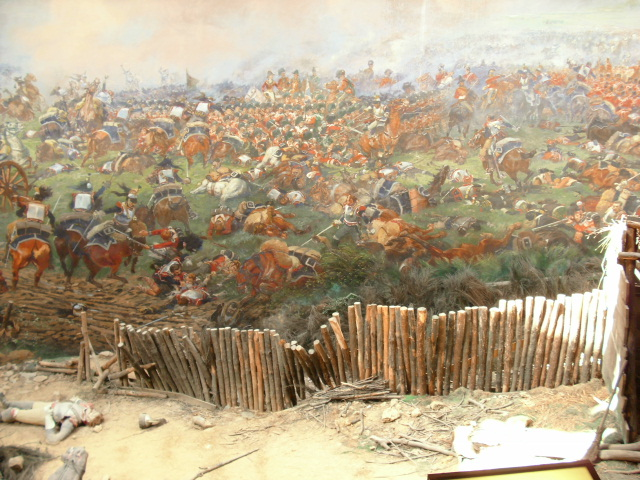
Détail.

## Distinctions
- Officier de l'ordre du Dragon d'Annam
- Officier de la Légion d'honneur